# Bier in Finland

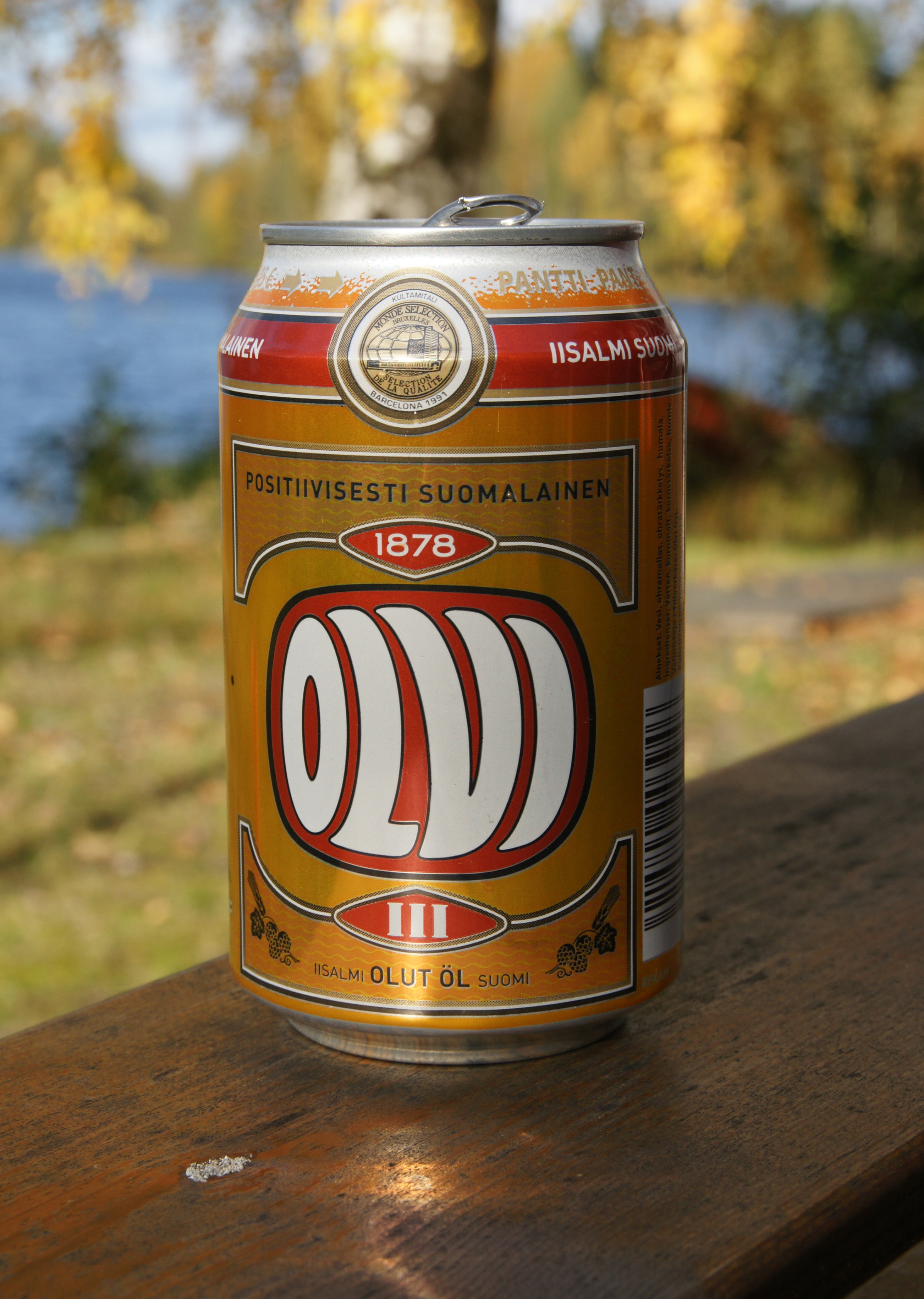
Olvi bier uit Finland

Finland kent een zeer oude biertraditie die teruggaat tot de middeleeuwen, met sahti, een oude Finse brouwstijl die net als de Belgische lambiek een bijzonder ongewone biersoort in de wereld is.

## Geschiedenis
De oudste nog bestaande brouwerij Sinebrychoff werd opgericht in 1819 en elk jaar op 13 oktober wordt "Suomalaisen oluen päivä" (Finse bierdag) gevierd ter herinnering aan de oprichting van deze brouwerij.
De Finse brouwindustrie leed, net als die van IJsland, onder beperkingen. Zo gold van 1919 tot 1932 een drankverbod zodat veel Finnen thuis hun eigen illegale drank brouwden. Ook de hoge accijnzen hebben een negatieve invloed.
In 1990 werd Perinteisen Oluen Seura (Finse vereniging voor traditionele bieren) opgericht met het doel om meer traditionele Finse bieren te promoten. In 2000 werd de consumentenvereniging Olutliito opgericht, die lid is van de European Beer Consumers Union.

## Cijfers 2011
- Bierproductie: 4,220 miljoen hl
- Export: 174.000 hl
- Import: 582.000 hl
- Bierconsumptie: 4,732 miljoen hl
- Bierconsumptie per inwoner: 87,2 liter
- Actieve brouwerijen: 25[2]

## Brouwerijen
De Finse biermarkt wordt gedomineerd door twee grote brouwerijen:
- Sinebrychoff, Kerava (eigendom van Heineken)
- Drankenbedrijf Hartwall, Helsinki (sinds 2008 eigendom van Heineken en vanaf 2013 eigendom van Royal Unibrew)[3]

Een aantal andere brouwerijen:
- Lammin Sahti
- Lapin Kulta
- Finlandia Sahti
- Hollolan Hirvi
- Pleva Brewery
- Brouwerijgroep Olvi

## Bieren
Een greep uit het aanbod van Finse bieren:
- Finlandia Sahti (Strong)
- Hartwall Porter
- Hollola Hirvi Kivisahti
- Karhu
- Karjala
- Koff
- Kukko
- Lammin Sahti
- Lammin Kataja Olut
- Lapin Kulta
- Olvi
- Sanders
- Siperia
- Sinebrychoff Porter

## Jaarlijkse bierfestivals
- Helsinki Beer Festival (sinds 1997)
- Isojano-tapahtuma (sinds 1993)
- Olutfestivaalit (sinds 1990)
- Sahdinvalmistuksen SM-kisat (Fins sahti brouwkampioenschap, sinds 1992)
- Suomalaiset sahtipäivät (sinds 1995)
- Suuret oluet – pienet panimot (sinds 2003)[4]